# Mesometopa gibbosa
Mesometopa gibbosa är en kräftdjursart som beskrevs av Robert Alan Shoemaker 1955. Mesometopa gibbosa ingår i släktet Mesometopa och familjen Stenothoidae. Inga underarter finns listade i Catalogue of Life.